# Edward Poynter

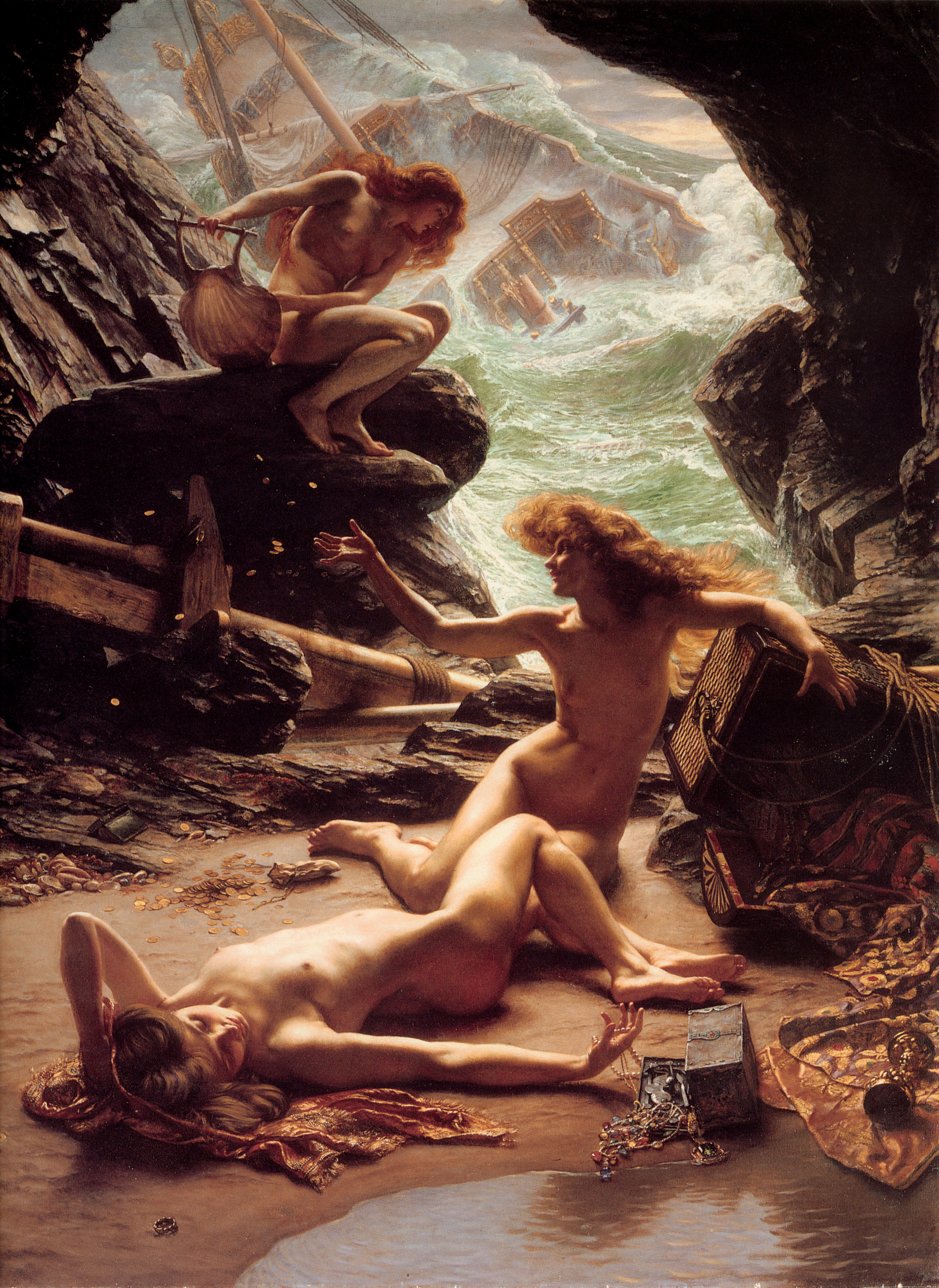
Grota nimf burzy, 1903

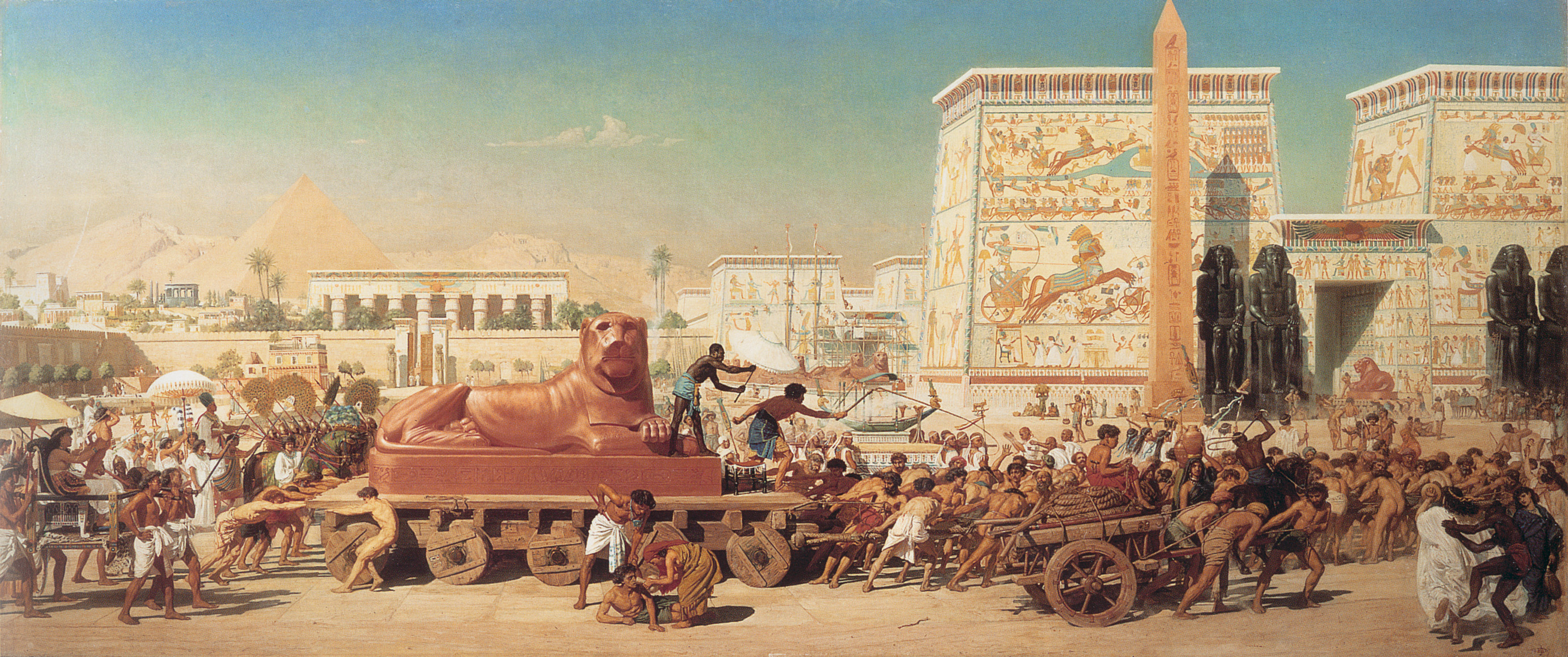
Izraelici w Egipcie, 1867

Edward John Poynter (ur. 20 marca 1836 w Paryżu, zm. 26 lipca 1919 w Londynie) – brytyjski malarz, projektant, rysownik i mecenas sztuki.

## Życiorys
Kształcił się w Brighton College i Ipswich School, przed studiami w Paryżu, Londynie i Rzymie. Jego nauczycielami byli m.in. Charles Gleyre i William Dobson. Uprawiał głównie malarstwo historyczne, jego najbardziej znane prace, to Israel in Egypt (1867), Visit of the Queen of Sheba (1871–75) i King Solomon (1890).
Poynter pełnił wiele oficjalnych funkcji, m.in. w latach 1894–1904 był dyrektorem Galerii Narodowej w Londynie. W roku 1876 został członkiem Akademii Królewskiej, a w latach 1896–1918 był jej przewodniczącym.

## Wybrane prace
- A Roman Boat Race, 1889
- A Visit to Aesculapius, 1883
- Adoration to Ra, 1867
- Andromeda
- At Low Tide circa, 1913
- At the Window, 1884
- Cressida, 1888
- Helen, 1881
- Horae Serenae,
- Israel in Egypt, 1867
- Lesbia and her Sparrow
- Music, Heavenly Maid, 1889
- On the Temple Steps, 1889
- Pea Blossoms, 1890
- Portrait of Agnes Poynter, 1867
- Psyche in the Temple of Love, 1882
- Reading, 1871
- The Catapult, 1868
- The Cave at Tintagel
- The Cave of the Storm Nymphs, 1903
- The Fortune Teller, 1877
- The Siren, 1864
- The Vision of Endymion
- Zenobia Captive, 1878